# L&M

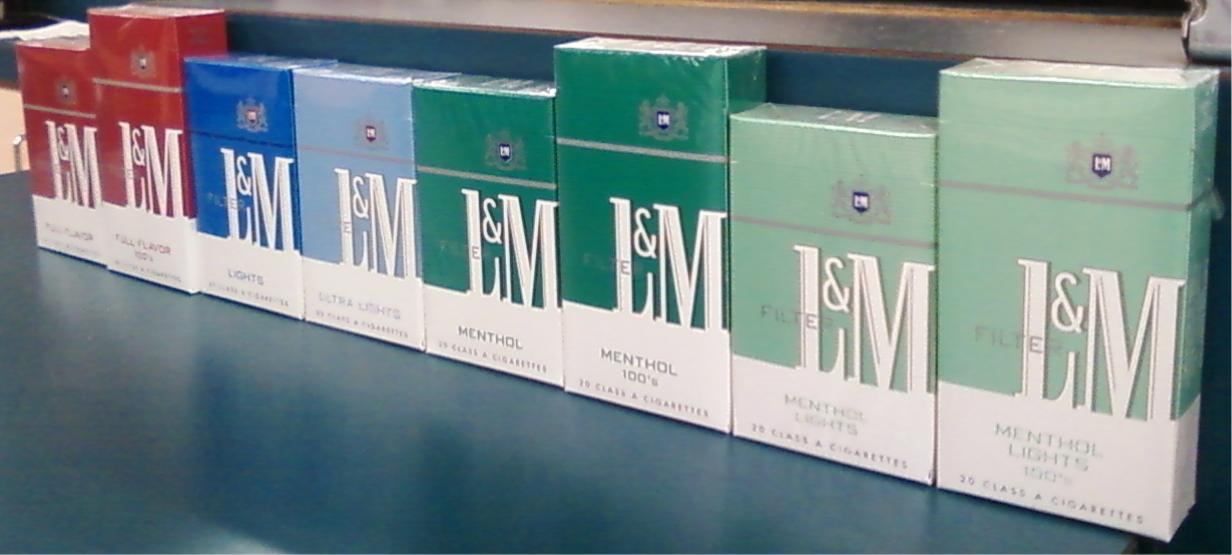
Пачки сигарет «L&M» в асортименті

«L&M» — торгова марка цигарок, що виготовляються компанією Altria Group. Назва «L&M» — це абревіатура з перших літер прізвищ двох компаньонів, Джона Едмонда Ліггетта і Сміта Майерса, засновників тютюнової компанії «Liggett and Meyers» («Ліггетт і Майерс»). Сигарети «L&M» з'явились на ринку США наприкінці 1953 року як перші цигарки з фільтром компанії «Ліггетт Групп».
Сигарети «L&M» були запущені з білим фільтром, що відразу ж стало їхньою відмінною особливістю.